# 洛克公園 (上海)
洛克公園是中華人民共和國上海市的一家連鎖籃球公園，由上海洛合体育发展有限公司負責運營，創始人為戴富祺。首家洛克公園於2006年9月開設於上海市楊浦區。截至2017年，共建有19家洛克公園，其中15座位於上海，其餘四座分別位於无锡、杭州、嘉兴和南京。會員則有15萬。

## 外部連結
- 洛克公園的新浪微博